# Eileen Walsh
Eileen Walsh (Cork, 16 aprile 1977) è un'attrice irlandese.

## Biografia
Nata e cresciuta a Cork, in Irlanda, Walsh è di famiglia cattolica. Iniziò frequentando laboratori teatrali, fino a quando da studentessa ottenne nel 1996 il ruolo di Runt nella versione teatrale di Disco Pigs, al fianco di Cillian Murphy, ma ha perso il ruolo a favore di Elaine Cassidy nella versione cinematografica del 2001. Nel 1999, ha lavorato al fianco di Peter Mullan in Miss Julie. Nello stesso anno, ha recitato in Janice Beard - Segretaria in carriera, al fianco di Rhys Ifans e Patsy Kensit. Nel 2000 Walsh ha recitato in When Brendan Met Trudy. Nel 2023, Walsh ha ricevuto il Kerry Film Festival (KIFF), Maureen O'Hara Award, un riconoscimento per le donne che si sono distinte nel cinema, nella TV e/o nei media.

## Filmografia parziale

### Cinema
- Due sulla strada (The Van), regia di Stephen Frears (1996)
- Miss Julie, regia di Mike Figgis (1999)
- Janice Beard - Segretaria in carriera (Janice Beard 45 WPM), regia di Clare Kilner (1999)
- Magdalene (The Magdalene Sisters), regia di Peter Mullan (2002)
- Nicholas Nickleby, regia di Douglas McGrath (2002)
- Triage, regia di Danis Tanović (2009)
- The Children Act - Il verdetto (The Children Act), regia di Richard Eyre (2017)
- Rialto, regia di Peter Mackie Burns (2019)
- Wolf, regia di Nathalie Biancheri (2021)
- Piccole cose come queste (Small Things Like These), regia di Tim Mielants (2024)

### Televisione
- Catastrophe – serie TV, 6 episodi (2015-2019)
- Patrick Melrose - miniserie TV (2018)
- Delitti in Paradiso (Death in Paradise) - serie TV (2022)